# Iglunga Island
Iglunga Island – niezamieszkana wyspa w zatoce Cumberland, w regionie Qikiqtaaluk, na terytorium Nunavut, w Kanadzie. 
W pobliżu Iglunga Island położone są wyspy: Anarnittuq Island, Kekertelung Island, Nunatak Island, Clear Passage Island, Saunik Island, Ivisa Island i Imigen Island.